# Parafia św. Kazimierza w Rybnej
Parafia św. Kazimierza w Rybnej – parafia rzymskokatolicka, znajdująca się w archidiecezji krakowskiej, w dekanacie Czernichów. W parafii posługują księża diecezjalni. Według stanu na październik 2018 proboszczem parafii był ks. Stefan Midor. 
Siedziba parafii Przeginia w dekanacie Zator została przeniesiona do Rybnej między 1338 a 1358.